# Jerker Kluge

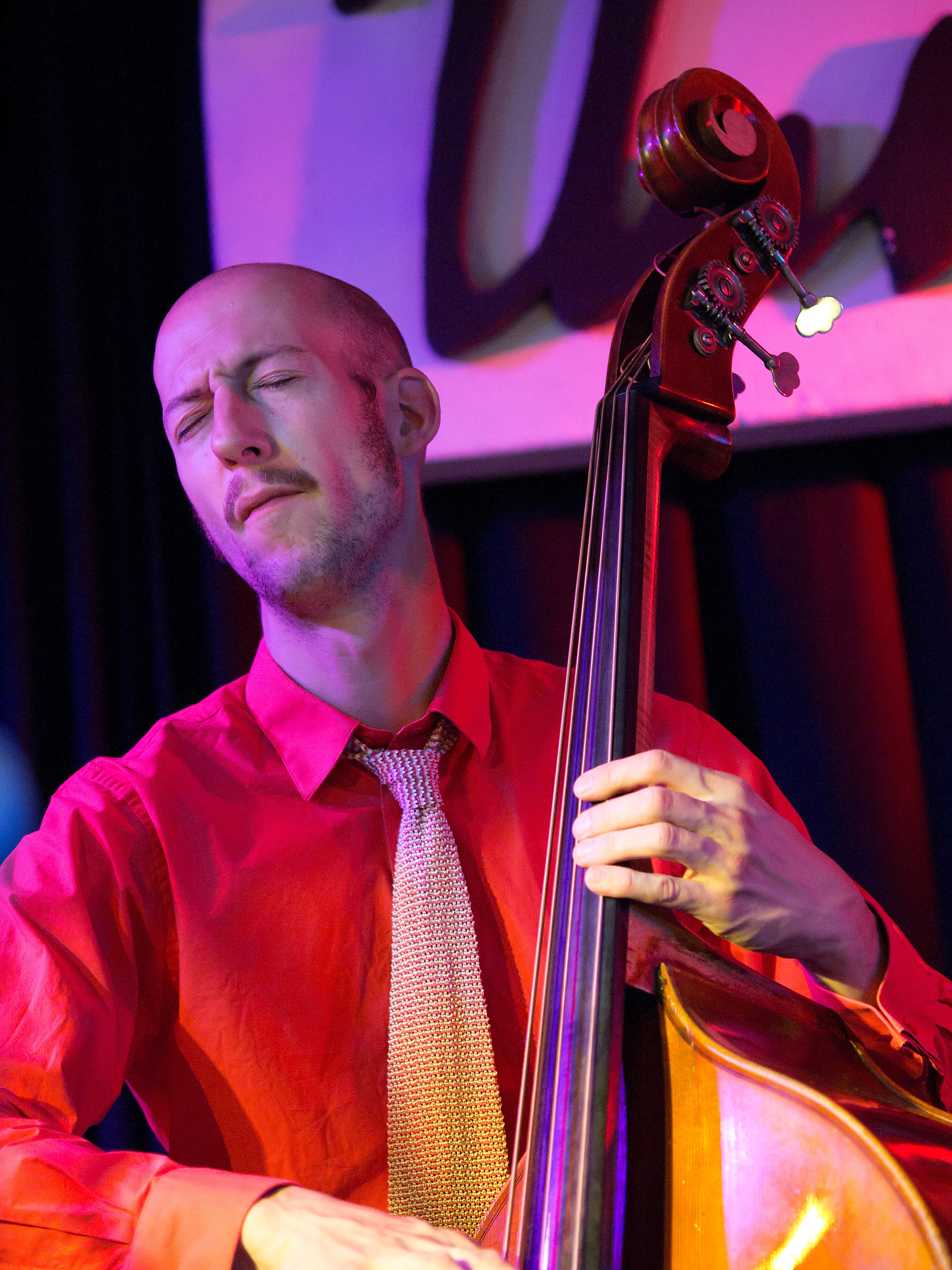
Jerker Kluge, 2011

Jerker Kluge (* 18. September 1974 in Heidelberg) ist ein deutscher Jazzmusiker (Kontrabass, Komposition, Orchesterleitung).

## Wirken
Kluge studierte zwischen 1999 und 2003 am Richard-Strauss-Konservatorium München Kontrabass bei Paulo Cardoso (Jazz) und Caius Oana (Klassik). 2000 gründete er die eigene Gruppe Hipnosis und begann, sich mit Komposition intensiver zu beschäftigen (die Gruppe spielt nur Eigenkompositionen). Seit 2002 wirkte er zudem als Veranstalter der Konzertreihe „Jazzkombinat“ und als DJ. 2003 erschien das Debüt-Album von Hipnosis, das sehr gute Kritiken erhielt; im Folgejahr tourte er mit der Band durch Deutschland, Österreich, die Slowakei und Ungarn. Daneben begann er zunehmend als Komponist zu arbeiten: 2006 schrieb er die Filmmusik für „Apartment 6“, im selben Jahr führte er mit dem Cosmic Groove Orchestra seine Suite „Das Apokalyptische Weib“ in der Münchner Michaelskirche auf. Mit seinem Hi-Fly Orchestra spielt er Soul Jazz, mit Deep Jazz erkundet er Modal Jazz. Daneben unterhält er die Tribut-Gruppe Mingus in Wonderland.

## Preise und Auszeichnungen
Kluge war 2002 Preisträger beim Landeswettbewerb Jugend jazzt mit der Gruppe „Fishcat“; mit der Band „Die Firma Happy Madness“ siegte er 2002 Sieger beim internationalen Nachwuchswettbewerb Jazz an der Donau.

## Diskographische Hinweise
- Hipnosis: Jazz (Perfect Toy Records, 2003, mit Gerhard Gschlößl, Wanja Slavin, Ralph Kiefer, Martin Kolb)
- Hipnosis: Carrousel (Perfect Toy Records, 2005, mit Gerhard Gschlößl, Wanja Slavin, Marc Schmolling, Martin Kolb)
- The Hi-Fly Orchestra: Samboogaloo (Tramp Records, 2007, mit Johannes Herrlich, Florian Riedl, Jo Junghanss, Hajo von Hadeln, Norbert Küpper)
- The Hi-Fly Orchestra: Mambo Atomico (Tramp Records, 2008, mit Johannes Herrlich, Florian Riedl, Chris Gall, Hajo von Hadeln, César Granados sowie Norbert Küpper, Miriam Aïda, Gabriel Lopez)
- Deep Jazz: Heaven & Earth (Perfect Toy Records, 2009, mit Till Martin, Ulrich Wangenheim, Matthias Gmelin sowie Florian Riedl, Kathrin Pechlof, Martin Fredebeul, Julia Fehenberger)
- Deep Jazz: The Meeting (Perfect Toy Records, 2012, mit Julia Fehenberger, Andrea Hermenau, Florian Riedl, Till Martin, Ulrich Wangenheim, Kathrin Pechlof, Matthias Gmelin, Diony Varias)
- The Hi-Fly Orchestra: Love EP (Agogo Records, 2016, mit Franz Weyerer, Johannes Herrlich, Florian Riedl, Chris Gall, Hajo von Hadeln, Ravi Pagnamenta sowie Karl Frierson, Rayla Sunshine)